# Pat's Pasting Ways
Pat's Pasting Ways è un cortometraggio muto del 1916 diretto da Robert Dillon (come Robert A. Dillon).

## Produzione
Il film fu prodotto dalla Nestor Film Company.

## Distribuzione
Distribuito dall'Universal Film Manufacturing Company, il film - un cortometraggio di una bobina - uscì nelle sale cinematografiche USA il 20 ottobre 1916.